# 8Bit Heart
8Bit Heart è l'album di debutto del cantante statunitense Simon Curtis, pubblicato gratuitamente il 23 marzo 2010 tramite il sito ufficiale di Curtis. L'album è stato scaricato 80.000 volte nella prima settimana di pubblicazione.

## Il disco
In quattro canzoni del disco vi sono alcuni riferimenti ad artisti famosi. In Diablo la prima strofa si rifà alla canzone di Kelly Clarkson Since U Been Gone, ma varia nella seconda strofa; nella stessa canzone viene ripresa una strofa di If U Seek Amy di Britney Spears prima che il cantante si renda conto che la canzone non è sua ("oh wait, this song isn't mine"). In Beat Drop un effetto sonoro di Bad Romance di Lady Gaga viene usato nella seconda strofa. Il vocalizzo d'opera che viene utilizzato proviene dalla seconda aria di Der Hölle Rache kocht in meinem Herzen de Il flauto magico. Alcuni estratti di un'intervista fatta all'agente del KGB Yuri Bezmenov nel 1985 sono usati come intro e outro in Brainwash. Infine The Dark è una rivisitazione di The Dark Crystal Overture di Trevor Jones.

## Tracce
Testi e musiche di Simon Curtis, eccetto dove indicato.
1. BoyRobot – 1:20
2. Don't Wanna Be Alone – 2:25
3. Fell in Love w/an Android – 2:55
4. Super Psycho Love – 3:40
5. 8Bit Heart – 2:50
6. Diablo – 4:30
7. The Neverending Elevator – 1:00
8. Delusional – 3:50
9. Joystick – 3:25
10. Beat Drop – 2:25
11. Brainwash – 4:00 (Simon Curtis, Rochella Danishei)
12. The Dark (featuring Jay-Z) – 4:00
13. Victory – 0:40